# Henri-Marie de Lubac
Henri-Marie de Lubac, S.J., francoski rimskokatoliški duhovnik in kardinal, * 20. februar 1896, Cambrai, † 4. september 1991.

## Življenjepis
22. avgusta 1927 je prejel duhovniško posvečenje.
2. februarja 1983 je bil povzdignjen v kardinala in imenovan za kardinal-diakona S. Maria in Domnica.